# Benny Claessens
Benny Claessens (Antwerpen, 5 november 1981) is een Vlaams (theater)acteur bekend uit Het Geslacht De Pauw, Koning van de Wereld en Lieve Kitty.
Hij volgde reeds in het secundaire onderwijs muzische vorming, waarna hij startte in de richting Kleinkunst aan het Herman Teirlinck Instituut. Gezien toneel hem meer lag dan muziek, volgde hij de afstudeerrichting Acteren.
Hij werkte reeds mee aan een hele reeks voorstellingen van Het Toneelhuis waaronder Bloedarm, Peer Gynt, Dood van een handelsreiziger en Morgen misschien. Samen met Femke Heijens richtte hij zijn eigen gezelschap Eisbär op. Dit leverde onder andere Always cry at endings en Collateral Damage op. In 2010 verhuisde hij naar Duitsland, waar hij een contract tekende bij de Münchner Kammerspiele.

## Filmografie
- 1999 Blinker: Mats
- 2000 Blinker en het Bagbag-juweel: Mats
- 2003 Till Uilenspiegel: Lamme (stem)
- 2004 Sketch à gogo: Soldaat
- 2005 Het Geslacht De Pauw: Benny De Pauw
- 2006 Witse: Walter Saelens
- 2007 Koning van de wereld: Fabien
- 2007 Highland Gardens: Sacha
- 2008 180: Guillaume
- 2008 We Are So Happy (Short): Stefaan
- 2009 Super8: Benny Claessens
- 2009 Code 37 (2009): Maurits Leybaert
- 2010 IJsland (Short)
- 2010 Aspe: Mario Soetaert
- 2012 Bumpy Night (Short): Jonas
- 2019 Undercover: Filip Simons
- 2020 Albatros: Geoffrey
- 2021 Ferry: Filip Simons

## Eerbetoon
- 2018 - Alfred-Kerr-Darstellerspreis
- 2018 - 'Schauspieler des Jahres' voor Am Königsweg, onderscheiding van het Duitstalige theatermagazine Theater heute, waarvoor enkele tientallen theatercritici waren benaderd

- Gemeinsame Normdatei: 1063077559
- Virtual International Authority File: 311736896